# 수라폰 솜밧자런
수라폰 솜밧자런(태국어: สุรพล สมบัติเจริญ, 1930년 9월 25일 ~ 1968년 8월 16일) 그는 태국의 남성 컨트리 가수이다.

## 어린 시절
람두안 솜밧자런 (태국어: ลำดวน สมบัติเจริญ) 수판부리 주 태국 출생. 수라폴을 무대 이름으로 선택했다. 그의 첫 번째 히트는 1954년 "Nam Ta Sao Wieng"("라오스 걸의 눈물")과 함께 왔다. 일본 엔카와 인도네시아 크론콘과 같은 크런 스타일에 태국인 루크 퉁이 등장했으며 할리우드 영화 음악, 미국 컨트리 음악, 말레이 팝 및 아프로 쿠바 리듬과 같은 영향을 구체화했다.
엘비스 프레슬리 및 The Beatles와 같은 인기를 누리고 있던 순폰은 때때로 "Thai Elvis(태국의 엘비스)"라고 불렸다. 1960년대에는 순폰 솜밧체린보다 잘 알려진 태국 공연자는 없었다.
순폰은 100 곡 이상의 노래를 작곡했다. 가장 잘 알려진 것으로는 "Sao Suan Taeng"( "오이 분야의 소녀"), "Mong"("보라"), "Nam Ta Ja Tho"( "기업의 눈물"), "Khong Plom"이 있다. ( "가짜 물건") 및 "무이 참"( "깨진 중국 소녀").
살인 직전에 그는 마지막으로 가장 기억에 남는 노래 "Siphok Pi Haeng Khwam Lang"( "สิบหกปีแห่งความหลัง"또는 "우리의 과거 16년")을 발표했다. 그리고 16년 결혼. 노조의 행복과 쓴 맛을 모두 반영했던 것이었다.

## 사망
수라폰 솜밧자런 총격 사건되었다 윅쌩짠무대에서 공연 후 마라이맨길가 지역 농쁘라라이성전 맞은 편 퉁팡끄라홈교구 깜팽쌘지구 나콘빠톰주 1968년 8월 16일 밤 자정 (1968년 8월 17일 01.00시) 그가 37 세, 10 개월 23 일이었을 때

## 음반
- เสียวใส้ (Siew Sai)
- ของปลอม (Khong Plom)
- คนหัวล้าน (Khon Hua Lan)
- แซซี้อ้ายลือเจ็กนัง (Sae See Ai Lue Jek Nung)
- ยิกเท้าโหลซัวะ (Yik Tao Low Suea)
- ลืมไม่ลง (Luem Mai Long)
- แก้วลืมดง (Kaew Luem Dong)
- สิบหกปีแห่งความหลัง (Sip Hok Pee Haeng Kwam Lang)

## 같이 보기
- 룩퉁